# Politique à Saint-Christophe-et-Niévès
La politique à Saint-Christophe-et-Niévès repose sur un modèle étatique de monarchie parlementaire fédérale, membre du Commonwealth. Le chef de l'État de Saint-Christophe-et-Niévès est le roi Charles III, qui y est représenté par un gouverneur général, alors que le chef de gouvernement est le Premier ministre.
La Constitution de Saint-Christophe-et-Niévès accorde à l'île de Niévès une autonomie considérable : l'île possède sa propre assemblée législative, un Premier ministre et un vice-gouverneur général. En 1996, l'île manifeste un désir de sécession sous l’impulsion du Mouvement des citoyens conscients et de son Premier ministre Vance Amory. Le référendum organisé en 1998 ne recueille pas la majorité des deux tiers nécessaire à la sécession.

## Pouvoir exécutif
| Fonction           | Nom             | Parti              | Depuis le        |
| ------------------ | --------------- | ------------------ | ---------------- |
| Roi                | Charles III     |                    | 8 septembre 2022 |
| Gouverneur général | Marcella Liburd |                    | 1er février 2023 |
| Premier ministre   | Terrance Drew   | Parti travailliste | 6 août 2022      |

Le chef du parti majoritaire est généralement nommé Premier ministre après chaque élection législative. Le gouverneur général nomme les autres membres du gouvernement sur conseil du Premier ministre.

## Pouvoir législatif
L'Assemblée nationale est monocamérale et compte 11 membres élus et trois sénateurs nommés (deux par le Premier ministre, un par le leader de l’opposition). Si l’avocat général n’est pas nommé sénateur, il siège en tant que membre ex officio.
Des élections ont lieu tous les cinq ans. Le gouverneur général peut dissoudre l’Assemblée avec le consentement du premier ministre.

## Partis politiques et élections
Les élections à Saint-Christophe-et-Niévès sont généralement considérées comme libres et fiables. Les élections de 1993 sont cependant fortement contestées par l’opposition et le Système régional de sécurité de la Caraïbe orientale est déployé brièvement pour rétablir l’ordre.

## Pouvoir judiciaire
Saint-Christophe-et-Niévès est membre de la Cour suprême de la Caraïbe orientale, basée à Sainte-Lucie, dont un juge réside à Saint-Christophe.
Le système judiciaire est largement inspiré de la common law britannique.

## Pour approfondir